# Итало Калвино
Итало Калвино (итал. Italo Calvino; Сантјаго де лас Вегас, 15. октобар 1923 — Сијена, 19. септембар 1985) био је италијански књижевник, есејиста и новинар, познат по својим романима Невидљиви градови, Замак укрштених судбина, Ако једне зимске ноћи неки путник и збирци приповедака Космикомике. Калвино је такође дао важан допринос на пољу изучавања фолклора и на пољу књижевне критике. Као писац трансформисао се у складу са развитком оновремених књижевних токова. Тако је у књижевност ушао ратним романом писаним у складу са поетиком италијанског неореализма, потврдио свој таленат двема збиркама из партизанског ратовања, писаних у сажетом хроничарском стилу, потом је исказао ерудитност написавши триптих фантастичних романа из прошлости, утемељених на фолклору и старијим облицима књижевности, да би почетком седамдесетих, у складу са развојем постмодернизма, својим романима и приповеткама редефинисао и разбио традиционалне форме књижевности, истражујући метанаративност и улогу читаоца.
У своја дела укључивао је различите идеје позајмљене из природних наука, семиотике, структурализма и лингвистике. Калвинова приврженост свему што је једноставно, неконвенционално, нерационално испољило се и у начину приповедања. Он никада не инсистира на моралистичком контексту, није дидактичан ни декларативан, тако да филозофији и моралу, који творе позадину његових књижевних остварења, даје маштовиту, наративну форму.
Сва важнија дела Итала Калвина преведена су на српски језик.

## Биографија
Итало Калвино је рођен 15. октобра 1923. у Сантјагу де лас Вегасу, предграђу Хаване, као дете италијанских досељеника ботаничара Марија Калвина и Евелине Мамели. Када му је било две године његова породица се вратила у Италији и настанила у Санрему. Након завршене гимназије уписао је пољопривредни факултет. Упоредо са факултетом читао је антифашистичке књиге. Последење године Другог светског рата прикључио се партизанском покрету. Након рата уписује студије књижевности у Торину, где је дипломирао на делима Џозефа Конрада. Политички се активирао у кругу италијанских интелектуалаца комуниста окупљених око издавачке куће Еинауди. Између осталих, том кругу су припадали Чезаре Павезе, Наталија Гинзбург, Елио Виторини. Објавио је 1946. ратни реалистични роман Стаза до паукових гнезда, који је продат у 6000 примерака, а затим збирку приповедака Последњи стиже гавран (1949). Разочаран Совјетском инвазијом на Мађарску, иступио је из комунистичке партије 1956.
Велики успех је постигао трилогијом Наши Преци, коју чине духовити романи Преполовљени виконт (1952), Барон на дрвету (1957) и Непостојећи витез (1959). Барон на дрвету награђен је престижном књижевном наградом Вијаређо. Отпутовао је у САД 1959. на шест месеци, да би се почетком шездесетих населио у Паризу. У Француској престоници је упознао Чичиту Сингер, Аргетинку која је радила као преводилац при УНЕСКО-у, и са којом се оженио 1964. Са њом је добио ћерку Ђовану. У истом периоду постао је део књижевне групе ОуЛиПо (OuLiPo), коју је основао Рејмон Кено. Поетичка начела групе снажно ће утицати на даљи ток његовог стваралаштва. Током седамдесетих написао је своје најзачајније романе Невидљиви градови, Замак укрштених судбина и Ако једне зимске ноћи неки путник. Невидљиви градови поседују пажљиво изграђену математичку структуру која донекле осликава Калвиново интересовање за симетрију и паралеле. Књига је у облику конверзације између Марка Пола и Кублај Кана, у којој Поло набраја градове Кановог царства. Пошто не поседује традиционалну романескну фабулу, Невидиљиви градови се готово једва могу назвати романом.
У последњим годинама свог живота Калвино се вратио у Италију, где је објавио свој последњи роман Паломар (1985). Током свог живота постао је почасни члан Америчке академије уметности и књижевности, као и носилац неколико почасних титула различитих универзитета. Умро је у Сијени 19. септембра 1985, у својој 61. години, услед последица можданог удара.

## Одабрана дела
- Стаза до паукових гнезда (Il sentiero dei nidi di ragno, 1947)
- Последњи стиже гавран (Ultimo viene il corvo, 1949)
- Преполовљени виконт (Il visconte dimezzato, 1952)
- Аргентински мрав (La formica argentina, 1952)
- Барон на дрвету (Il barone rampante, 1957)
- Непостојећи витез (Il cavaliere inesistente, 1959)
- Дан једног чувара кутије (La giornata d'uno scrutatore, 1963)
- Космикомике (Le cosmicomiche, 1965)
- Замак укрштених судбина (Il castello dei destini incrociati, 1969)
- Невидљиви градови (Le città invisibili, 1972)
- Ако једне зимске ноћи неки путник (Se una notte d'inverno un viaggiatore, 1979)
- Паломар (Palomar, 1983)